# Emilia Pavlovskaïa

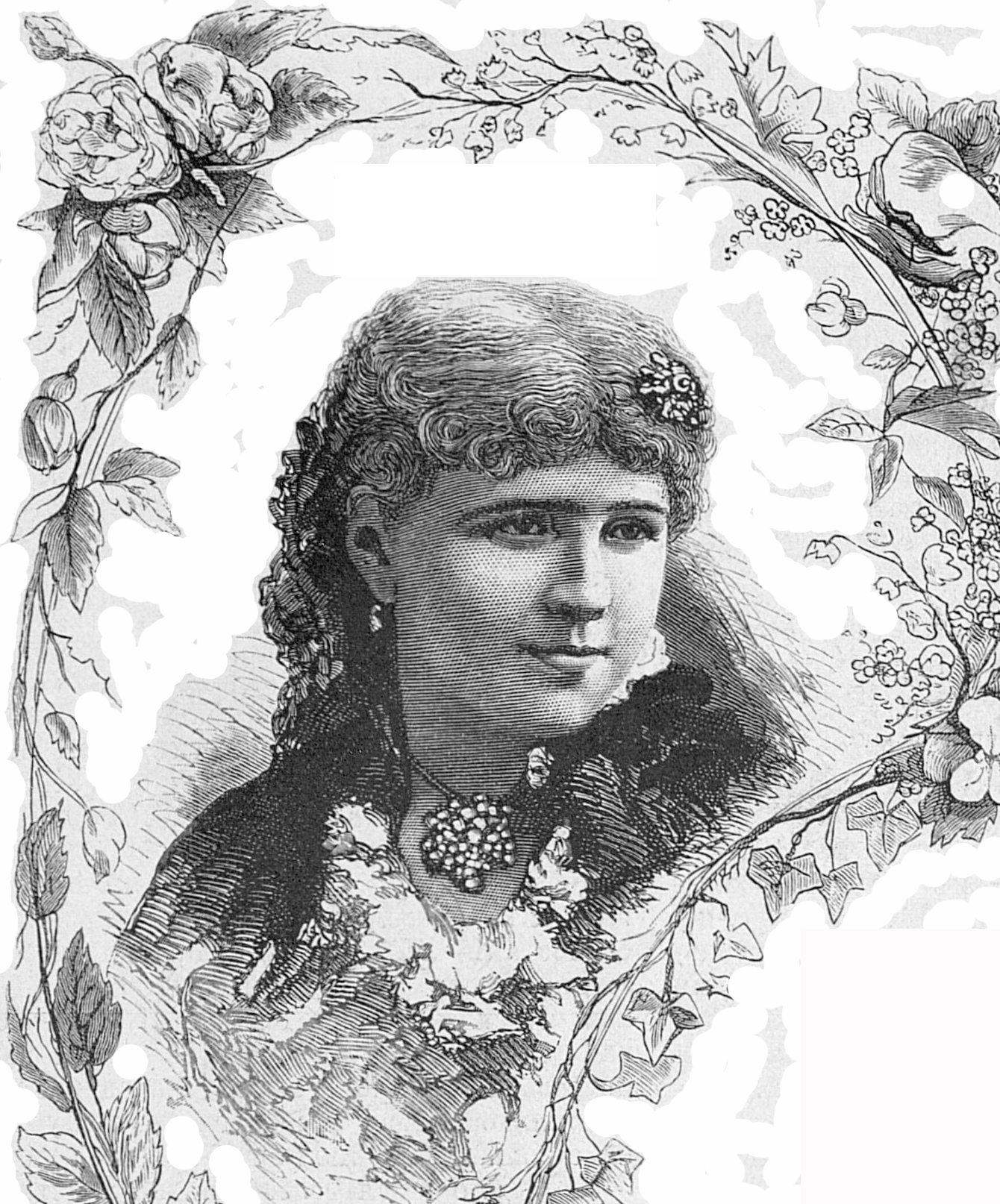
Emilia Pavlovskaïa en 1885.

Emilia Karlovna Pavlovskaïa (Эми́лия Ка́рловна Павло́вская), née Bergmann, le 28 juillet 1853 (9 août dans le calendrier grégorien) à Saint-Pétersbourg (Empire russe) et morte le 23 mars 1935 à Moscou (URSS), est une cantatrice russe soprano qui fut aussi pédagogue et pianiste.

## Biographie
Issue d'une famille luthérienne d'origine allemande, elle suit les cours du conservatoire de Saint-Pétersbourg, puis elle devient soliste au Théâtre Bolchoï de Moscou (saisons 1883/1884, 1888/1889) et au Théâtre Mariinsky de Saint-Pétersbourg (saisons 1884-1888). Elle est nommée artiste honoré de la RSFSR en 1934 et Héros du Travail. elle était l'épouse du chanteur Sergueï Pavlovski (1846-1915).
C'est la première à interpréter à Saint-Pétersbourg les rôles de Maria (Mazeppa) en 1884 et de Tatiana (Eugène Onéguine) en 1884 de Tchaïkovski. Elle interprète aussi Kouma (L'Enchanteresse de Tchaïkovski) en 1887. Elle est considérée par la critique de l'époque comme la meilleure interprète de Maria de la fin du XIXe siècle dans Mazeppa.
Elle est applaudie aussi dans les rôles d'Aïda (Aida de Verdi), de Valentine (Les Huguenots de Meyerbeer), de Violetta (dans La Traviata de Verdi), de Carmen (Carmen de Bizet), de Manon Lescaut (Manon de Massenet), Marguerite (Faust de Gounod), Maria (Mazeppa de Tchaïkovski), Rosine (Le Barbier de Séville de Rossini), Tatiana (Eugène Onéguine de Tchaïkovski).
Tchaïkovski, qui appréciait énormément la Pavlovskaïa en tant que cantatrice, lui dédie en 1884 sa romance Ne me demande pas (op. 57,3) sur un texte d'Alexandre Strougovchtchikov, traduit de l'allemand Heiß mich nicht reden de Goethe dans Les Années d'apprentissage de Wilhelm Meister.

## Publication
- (ru) E.K. Pavlovskaïa, Sur mes rencontres avec P.I. Tchaïkovski, Сост. Е. Е. Бортникова, К. Ю. Давыдова, Г. А. Прибегина; Ред. В. В. Протопопов, Moscou, éd. Mouzika, 1962